# Bradypsychie
 (avril 2013).
Si vous disposez d'ouvrages ou d'articles de référence ou si vous connaissez des sites web de qualité traitant du thème abordé ici, merci de compléter l'article en donnant les références utiles à sa vérifiabilité et en les liant à la section « Notes et références ».

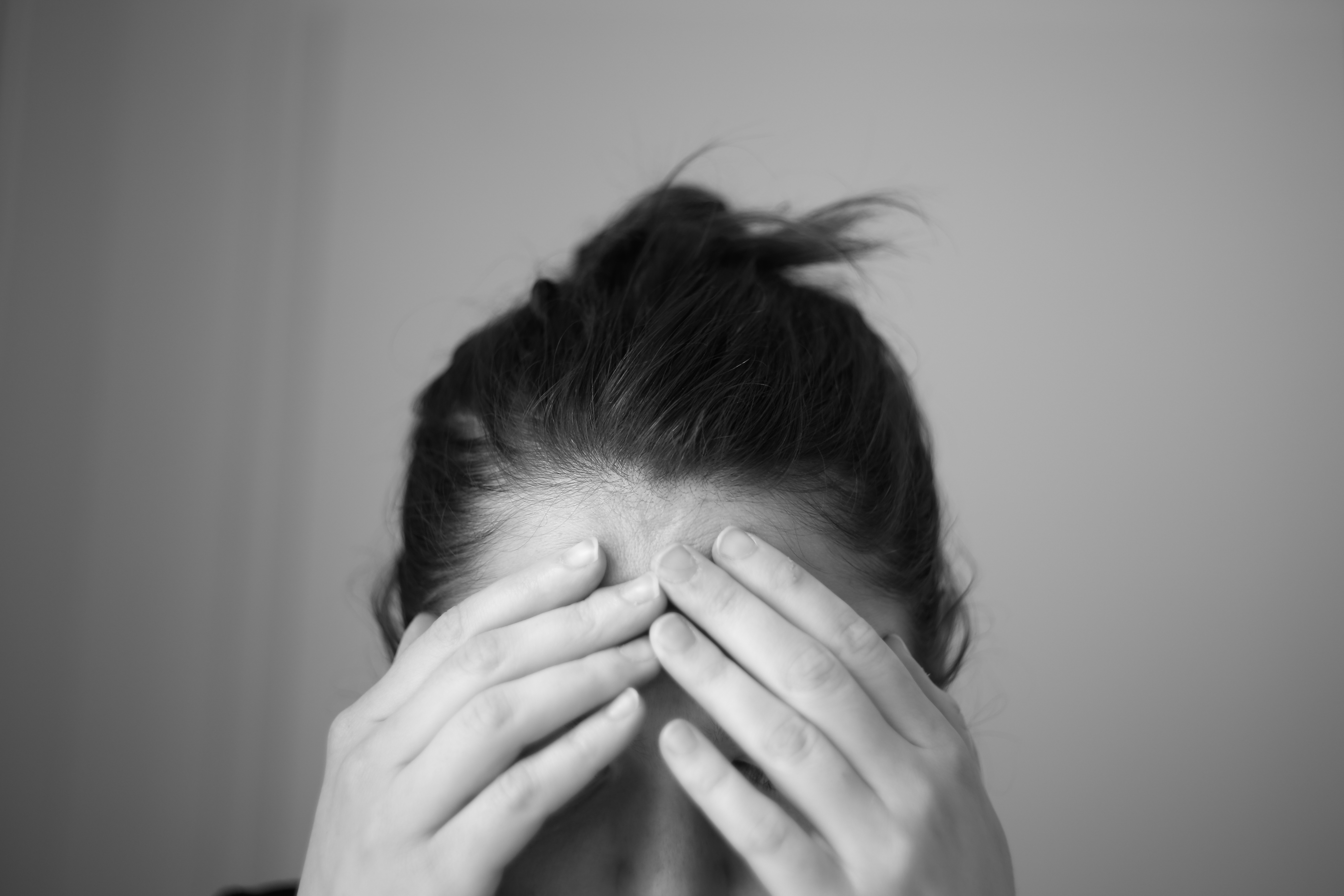
Pris avec un vieil Helios 58mm

La bradypsychie (du grec ancien βραδύς / bradýs = lent) est le symptôme du ralentissement du cours de la pensée, présent dans les manifestations du pôle dépressif. La bradypsychie s'associe à une certaine asthénie générale et psychomotrice. Elle est l'opposé de la tachypsychie.

## Hypothèse psychanalytique
La dépression traduit avant tout une perte d'un objet inconscient et difficilement déterminé auquel le sujet reste psychiquement attaché. Il faut comprendre que cette perte ne s'articulant pas consciemment à l'objet, ne trouve aucune fonction anaclitique, aucune métabolisation vers l'étayage. Par conséquent, la perte inconnue d'un objet inconscient se traduit directement chez le sujet par la perte de lui-même. Freud nous a laissé une phrase célèbre pour qualifier la dépression : « l'ombre de l'objet est tombée sur le moi ». Cette ombre, la perte du sujet, implique le patient dans sa propre « déstructuration progressive » qui le pousse paradoxalement à parler constamment de lui-même à travers le récit de ses difficultés. Le sujet tente d'exister à travers sa propre dislocation et il le fait « au ralenti », « bradypsychiquement », par le fait que le moi se perd de lui-même, devient le foyer d'une culpabilité et d'une mésestime permanente.

## Clinique
La bradypsychie peut être un des symptômes de l'hypothyroïdie chez l'adulte.
La bradypsychie peut aussi être un des symptômes de la triade de encéphalopathie de Wernicke.